# Спиридон Влахос
Спиридон Влахос (на гръцки: Σπυρίδων Βλάχος) е гръцки духовник, архиепископ на Атина и цяла Гърция между 1949 и 1956 година. Деен участник в гръцката въоръжена пропаганда в Македония от началото на XX век.

## Биография
Спиридон Влахос е роден през 1873 година в Хили, тогава в Османската империя, в семейството от Епир. В 1899 година завършва Халкинската семинария. В 1901 година е ръкоположен за свещеник. Служи като архиерейски наместник на Ксантийската митрополия в Кавала в църквата „Свети Атанасий“ и оказва голяма помощ на гръцката пропаганда в Източна Македония.
На 16 юли 1906 година в патриаршеската катедрала „Свети Георги“ в Цариград е ръкоположен за митрополит на Вела и Коница. Ръкополагането му е извършено от митрополит Атанасий Кизически в съслужение с митрополитите Констатнин Трапезундски, Стефан Митимнийски, Николай Маронийски, Дионисий Силиврийски, Серафим Сисанийски и Поликарп Колонийски.
В 1914 година посещава Лесковик, където заедно с Дионисиос Леондиос работи за присъединяването на Северен Епир към Гърция. Става министър на образованието в правителството на Автономната република Северен Епир. Отваря духовна семинария в манастира на Вела.
На 1 октомври 1916 година е избран за янински митрополит. На 27 октомври 1922 година става амасийски митрополит, но на 15 април 1924 година е възстановен в Янина. На 4 юни 1949 година е избран за архиепископ на църквата на Гърция. Активно работи за възстановяването на църквата след Втората световна война и Гръцката гражданска война, участва и във войната за независимост на Кипър. Умира на 21 март 1956 година.